# Джоакіно Ассерето
Джоакі́но Ассере́то (італ. Gioacchino Assereto; 1600, Генуя — 28 червня, 1649, Генуя) — італійський бароковий художник першої половини XVII століття, представник генуезької школи.

## Життєпис
Народився у місті Генуя. Художню освіту здобував у майстерні Лучано Бонцоне, потім перейшов у майстерню Джованні Андреа Ансальдо. У Генуї існувала Академія деї нуді (гурток і художня школа для підвищення освіти молодих художників), заснована Джан Карло Доріа. Відомо, що малювати у Академії деї нуді приходив і молодий Джоакіно Ассерето.
На художню манеру молодого митця суттєво вплинули твори караваджистів другого покоління, твори генуезького художника Бернардо Строцці і колористичні знахідки венеційських та фламандських митців, твори котрих були у збірках магнатів міста Генуя.
Знайдені документальні відомості про ранні твори митця-початківця, але вони або не збережені, або приписані іншим митцям, позаяк у Ассерето були помітні коливання художньої манери і схожість з творами то ломбардських провінційних майстрів, то фламандців тощо. У творчій манері митця помітні впливи академізму 17 ст. з введенням у композиції нарочито брутальних, натуралістичних персонажів, притаманних і самому Караваджо, і найбільш талановитим його послідовникам. Зафіксована перша самостійна робота Ассерето, датована 1626 роком.
1639 року він вперше відвідав Рим, де мав можливість бачити і вивчати твори самого Караваджо, а також твори караваджистів другого покоління. Працював як олійними фарбами, так і створював фрески біблійної тематики. Звертався до поширених тоді у італійському мистецтві міфологічних («Чарівниця Цирцея творить заговорене вино») та легендарно-історичних композицій («Самогубство Катона Утичного»), вирішуючи їх то у живописній венеційській манері, то у стилістиці пізнього караваджизма. Мав хист до створення психологічно насичених і драматичних композицій і персонажів, як то було у найкращих сучасників його покоління, серед котрих Валантен де Булонь, Матіас Стомер, Жорж де Латур, Жерар Дюфе.
Помер на початку літа 1649 року.

## Вибрані твори (неповний список)

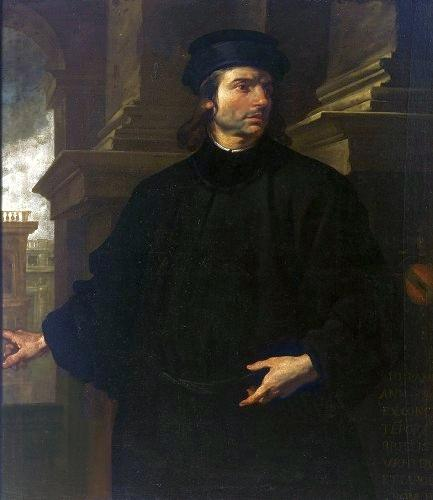
«Портрет Джованні Баттіста Панезе», Національний музей (Варшава)

- «Портрет Джованні Баттіста Панезе», Національний музей (Варшава)
- «Янгол перед Агаррю у пустелі», Палаццо Россо, Генуя
- «Евангеліст Марк», Музей августинців, Тулуза
- «Побиття Христа батогами», Ермітаж, Санкт-Петербург
- «Мойсей висікає воду зі скелі для ізраїльтян», Національний музей Прадо, Мадрид
- «Самсон і Даліла»
- «Давид з відрубаною головою Голіафа», Музей Нортона Саймона, Пасадена, Каліфорнія
- «Самогубство Катона Утичного»
- «Екстаз св. Катерини Сієнської»
- «Товій лікує сліпоту старого батька», Марсель, Франція
- «Екстаз Франциска Ассізького», Генуя
- «Христос Лікує сліпого»
- «Св. Августин і св. Моніка», Художній інститут Міннеаполіса, США
- «Христос перед натовпом»
- «Св. Косьма і св. Даміан», базиліка Косьми і Даміана, Генуя
- Фрески у палаці Гранелло, Генуя
- Фрески у палаці Негроне, Генуя

## Галерея

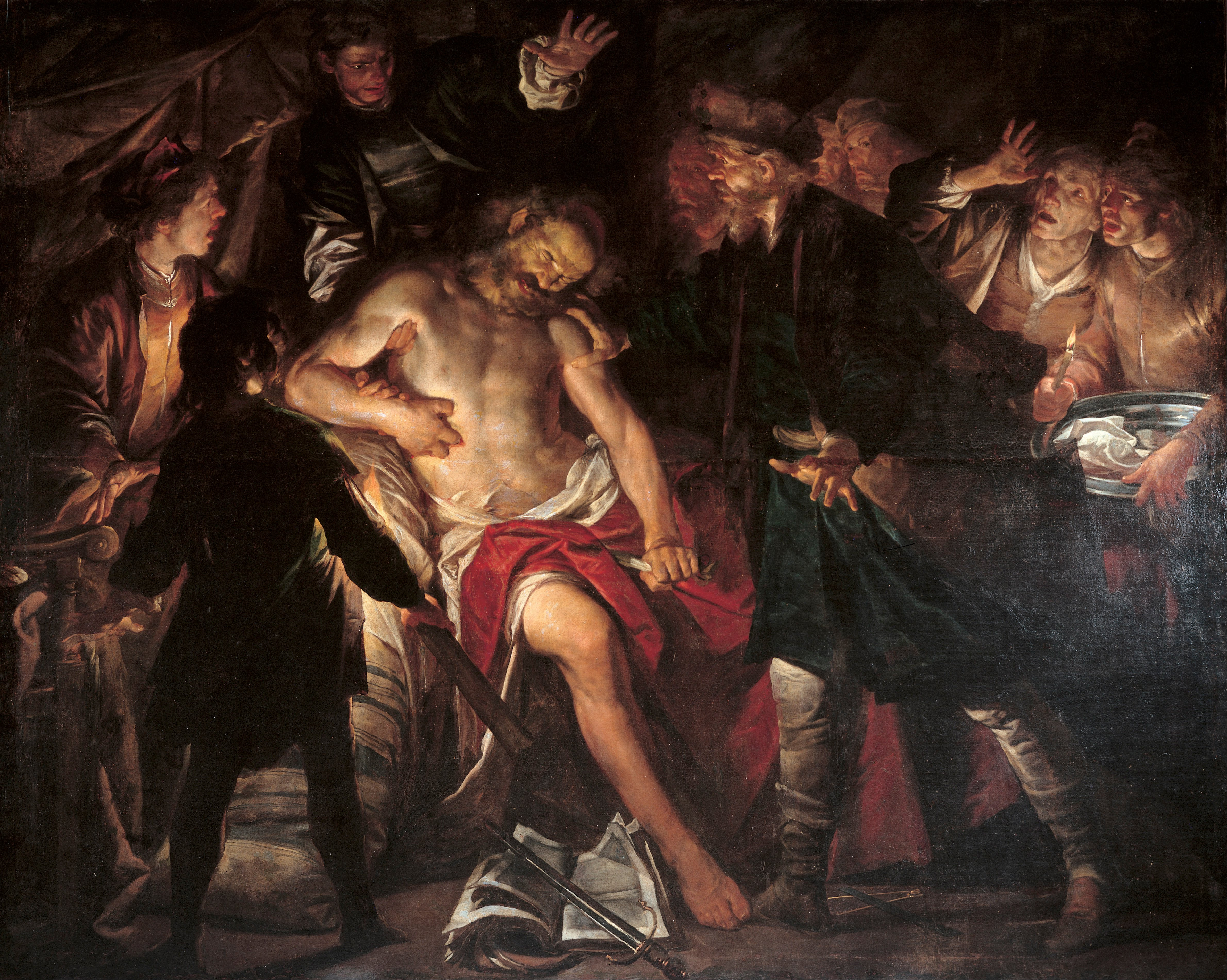
«Самогубство Катона Утичного», Генуя

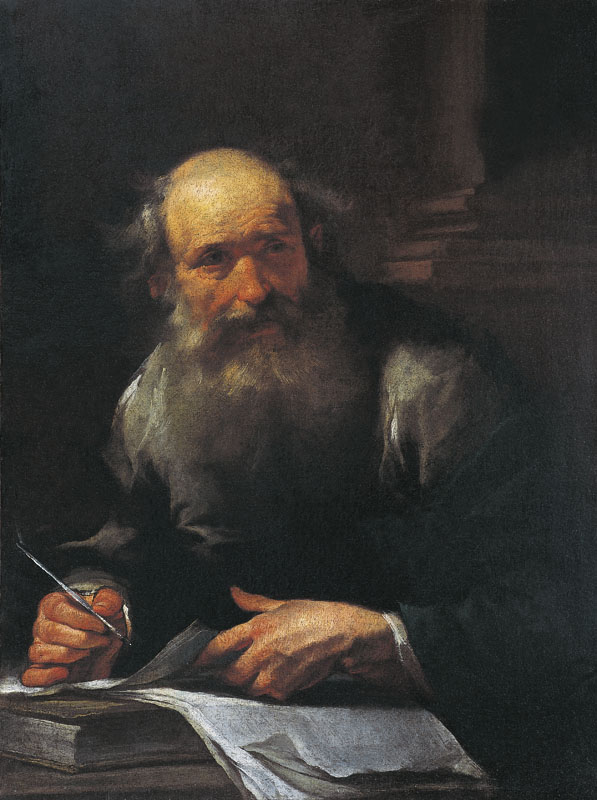
«Евангеліст Марко», Музей августинців, Тулуза
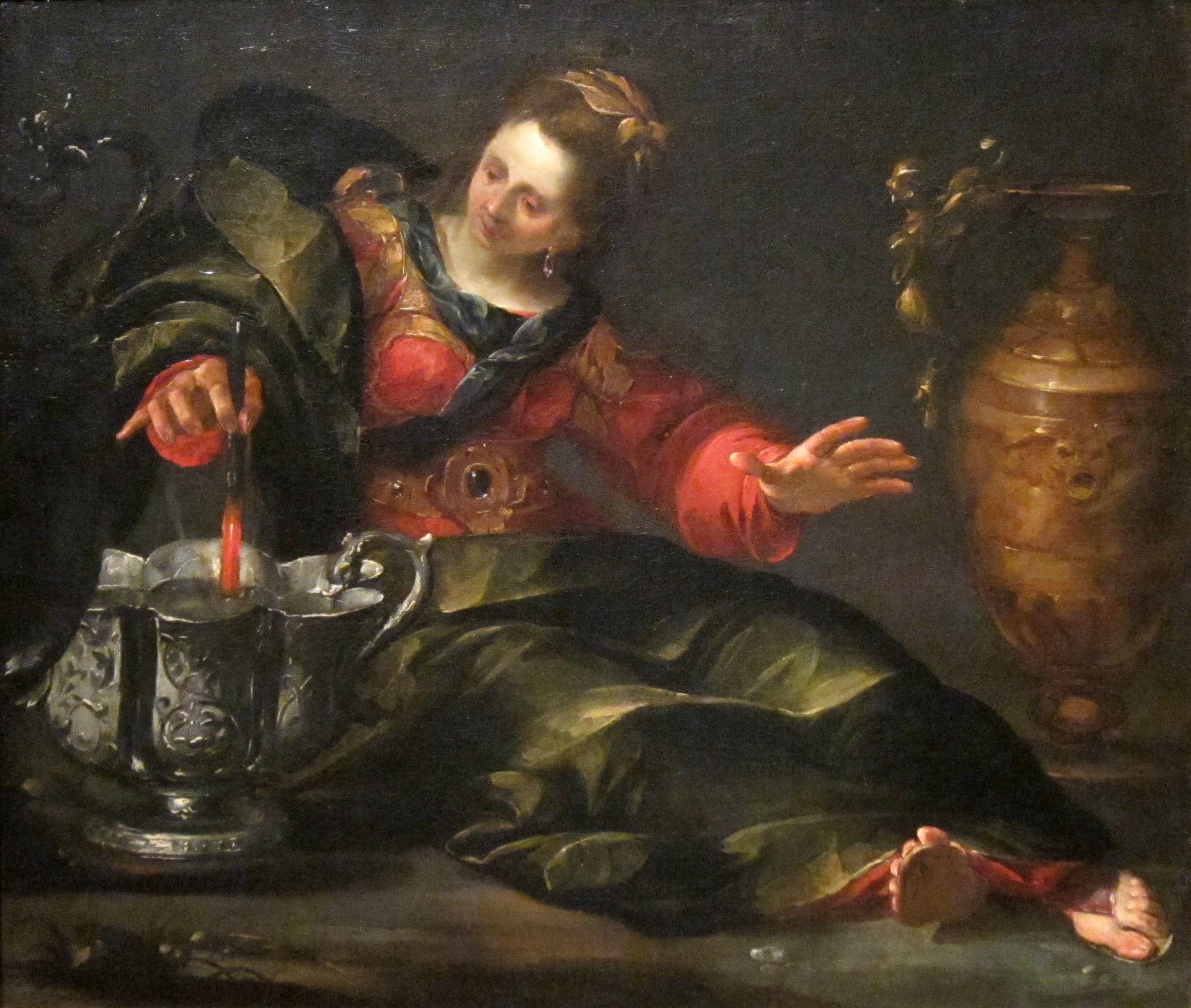
«Чарівниця Цирцея творить заговорене вино», Художній інститут Дейтона, США
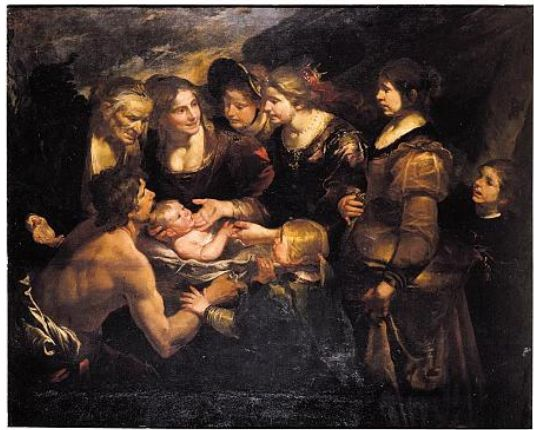
«Донька фараона знайшла малюка Мойсея у кошику в Нілі», приватна збірка
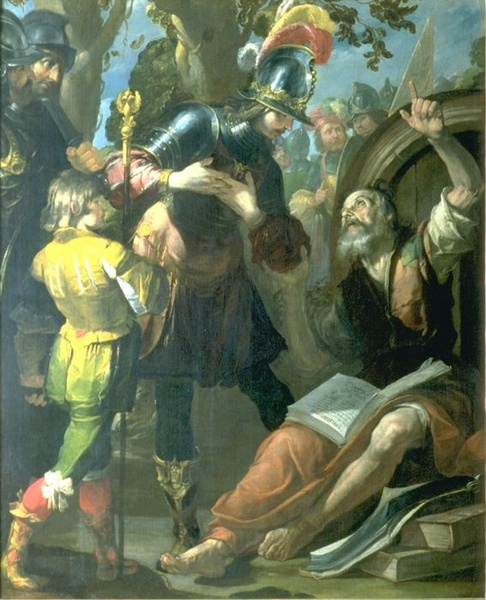
«Цинік Діоген і Александр Македонський»
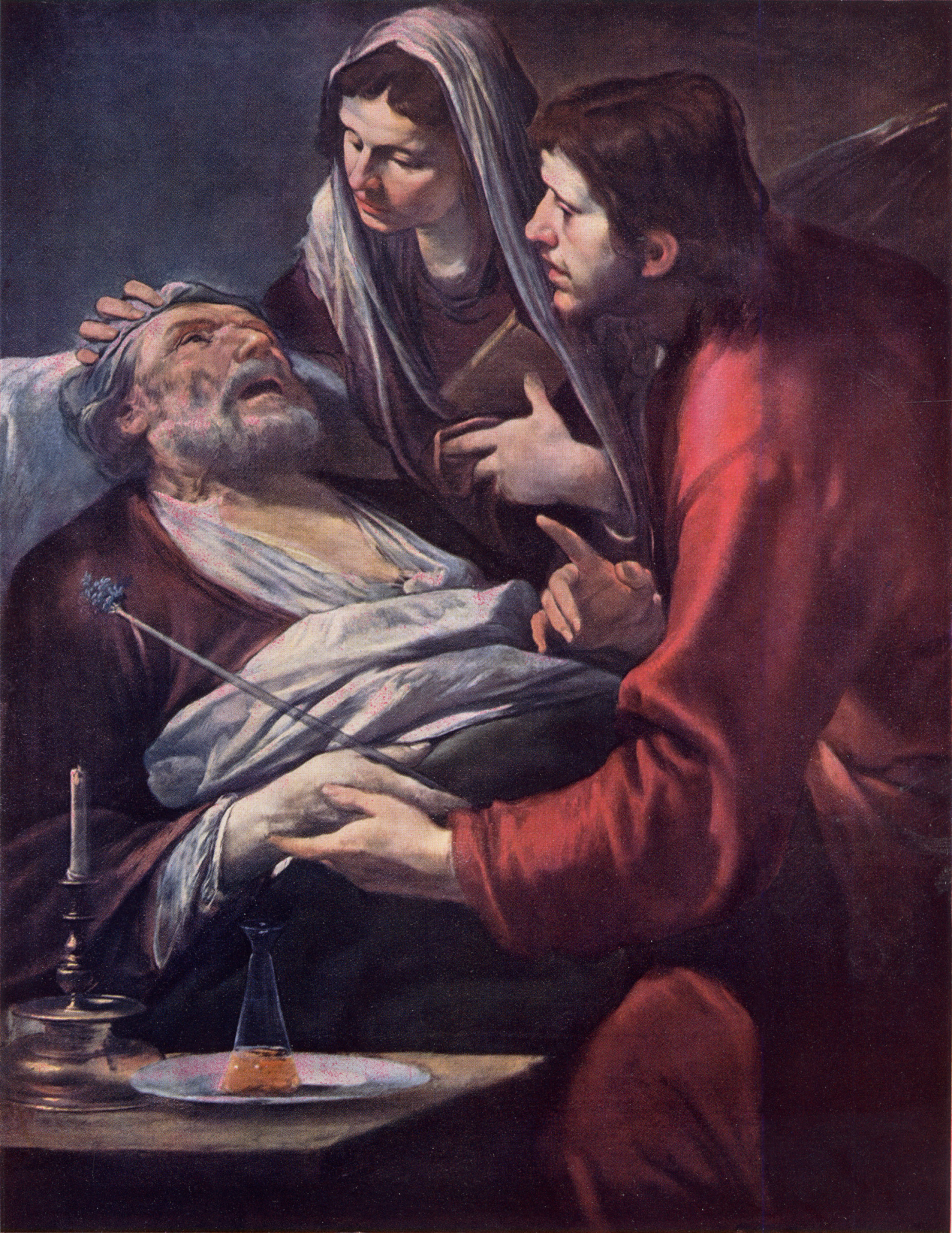
«Смерть св. Йосипа, земного батька Христа»
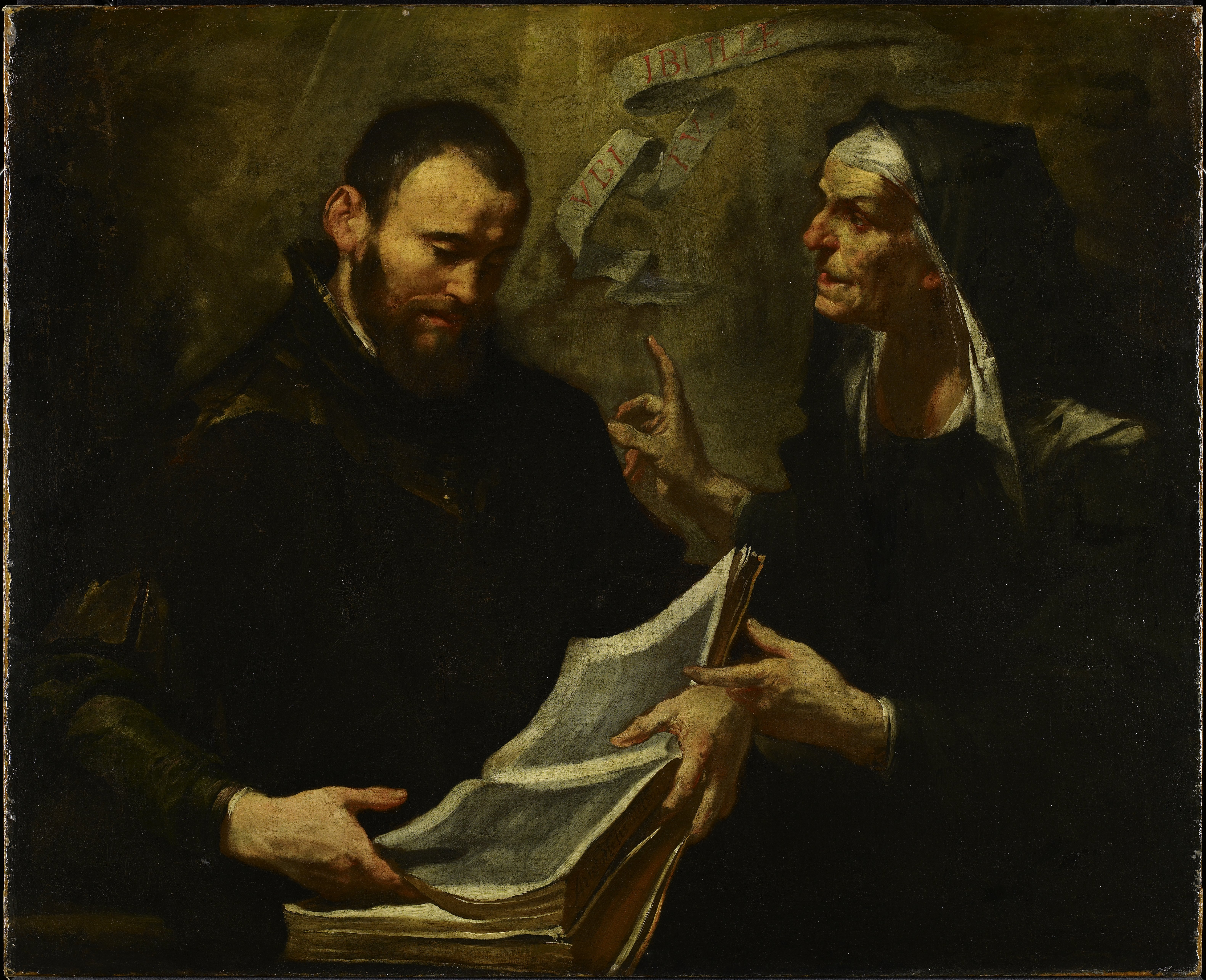
«Св. Августин і св. Моніка», Художній інститут Міннеаполіса
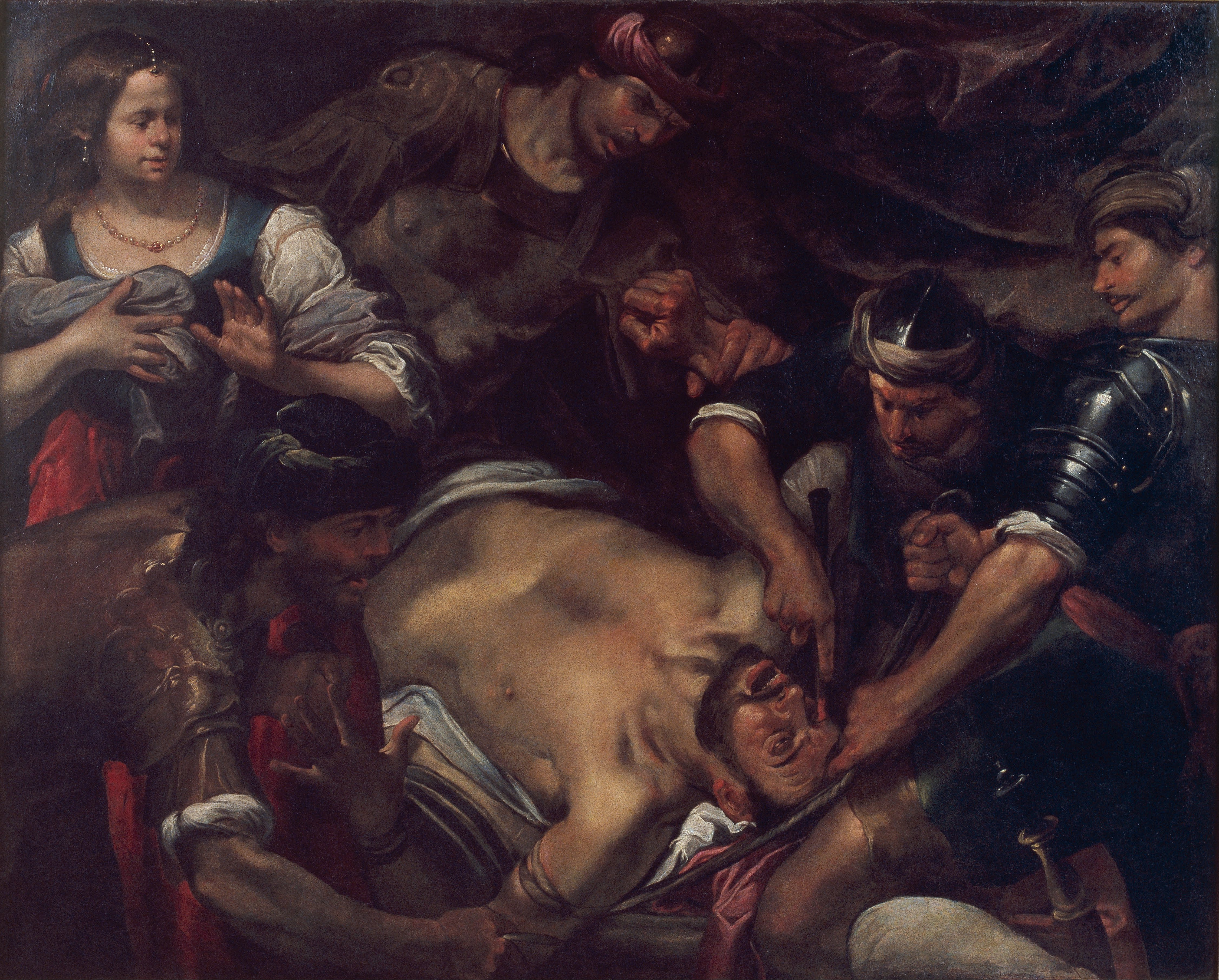
«Засліплення Самсона філістимлянами», Національний музей мистецтв Каталонії
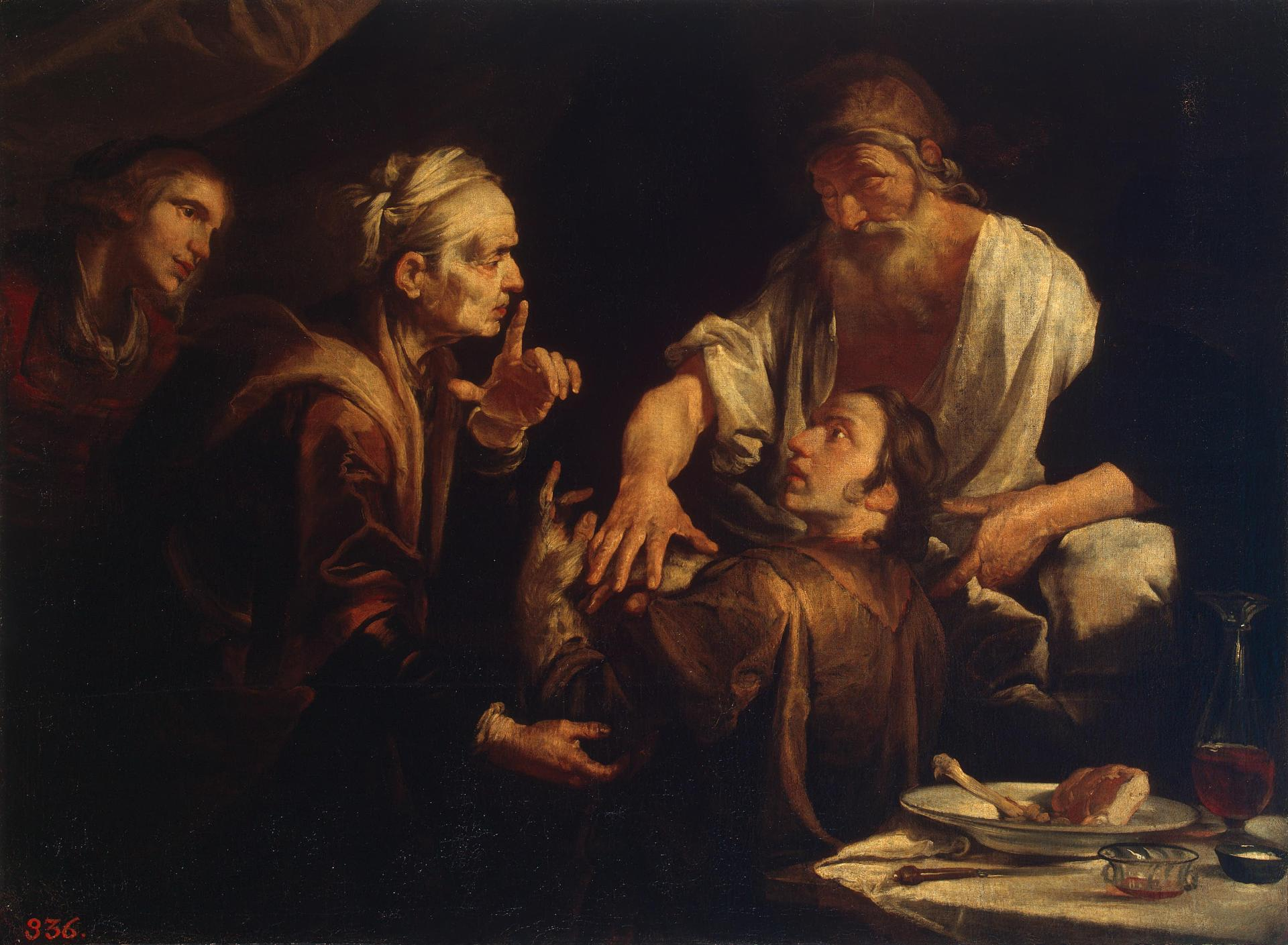
«Омана Ісаака при благословінні Якова», Ермітаж, Санкт-Петербург
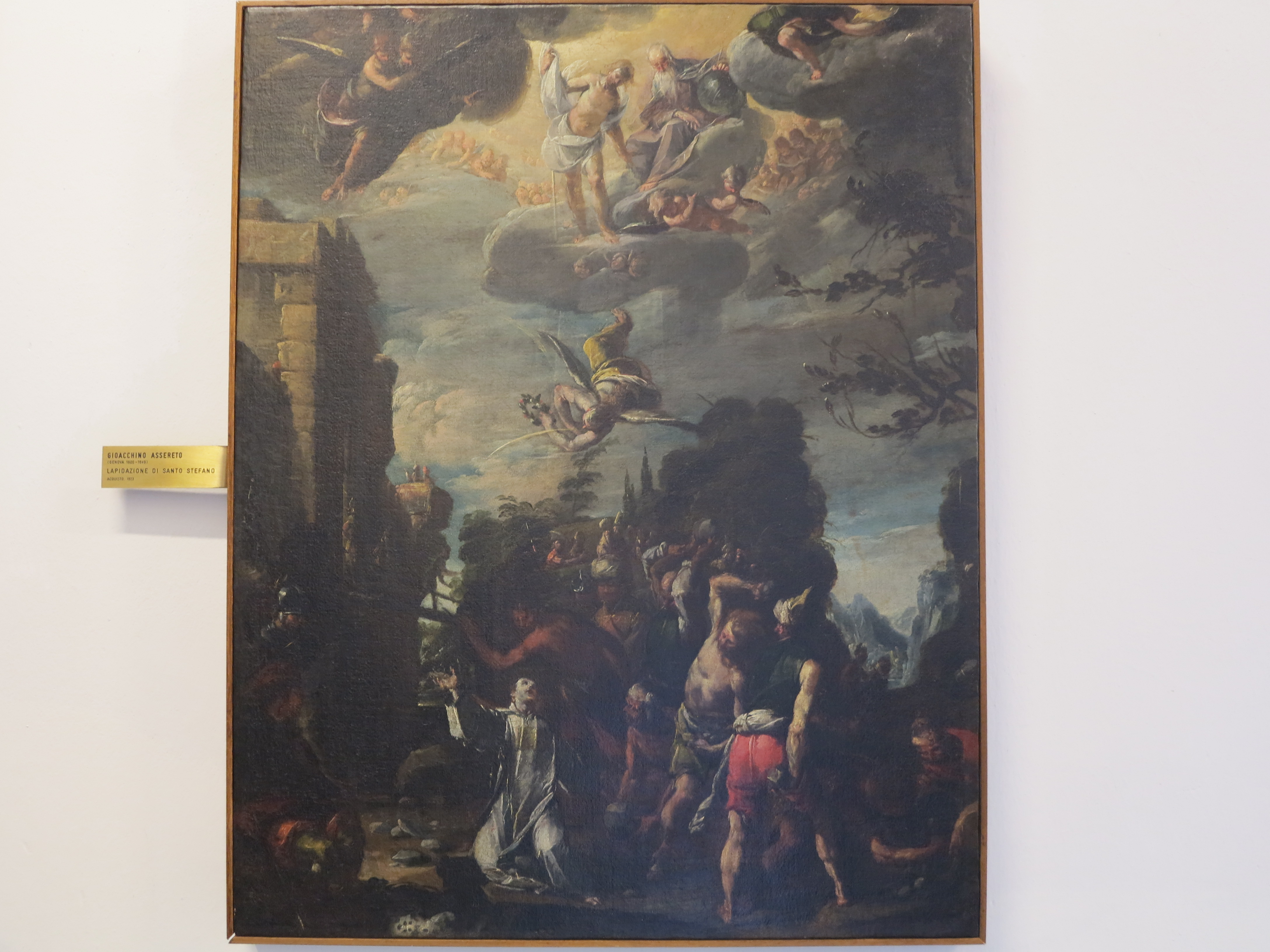
«Побиття камінням св. Стефана до смерті»
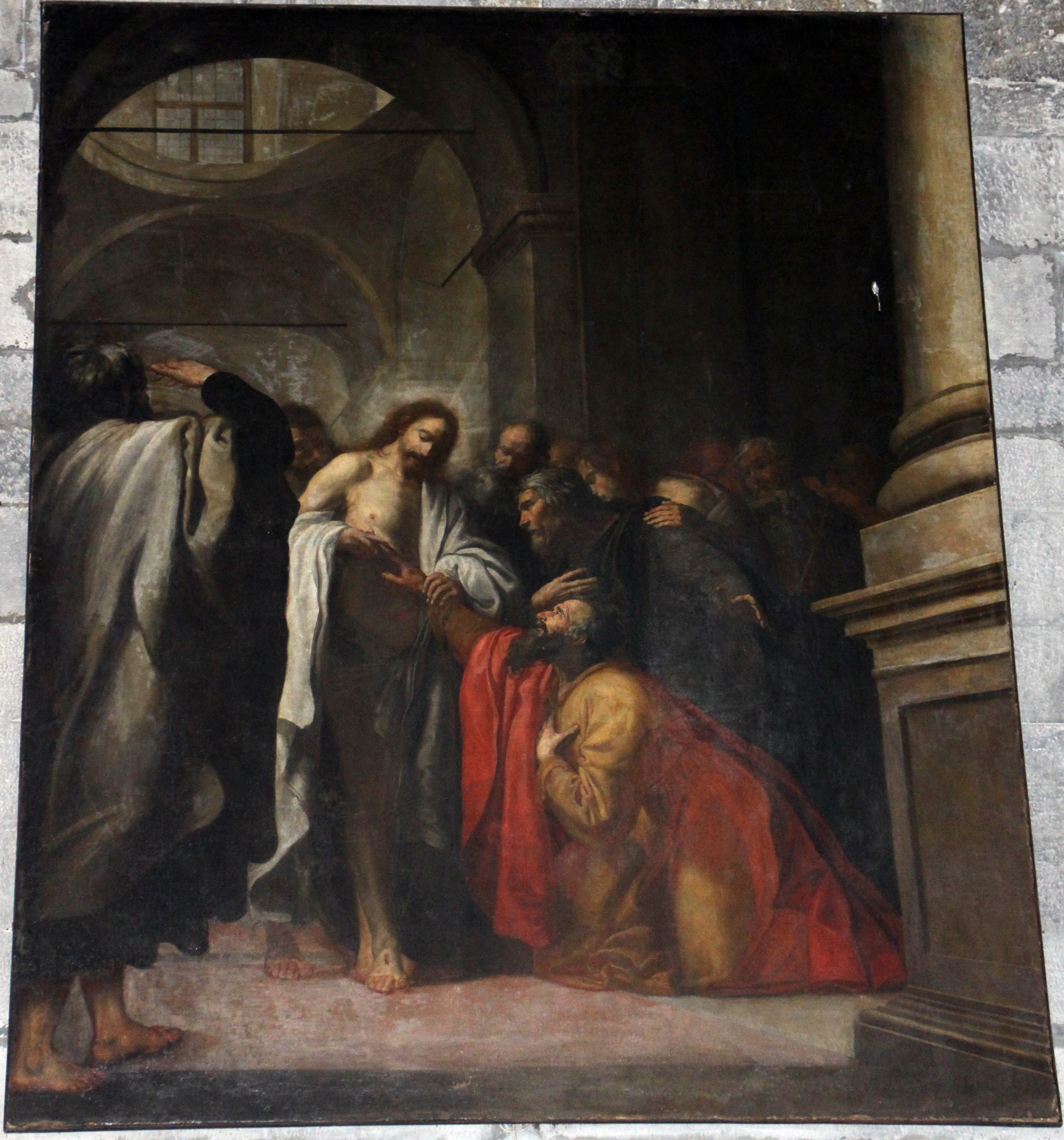
«Увірування апостола Фоми», церква Сан Стефано,Генуя.